# Вајсенборн-Лидероде
Вајсенборн-Лидероде (њем. Weißenborn-Lüderode) општина је у њемачкој савезној држави Тирингија. Једно је од 89 општинских средишта округа Ајхсфелд. Према процјени из 2010. у општини је живјело 1.441 становника. Посједује регионалну шифру (AGS) 16061104.

## Географски и демографски подаци
Вајсенборн-Лидероде се налази у савезној држави Тирингија у округу Ајхсфелд. Општина се налази на надморској висини од 240 метара. Површина општине износи 26,2 km². У самом мјесту је, према процјени из 2010. године, живјело 1.441 становника. Просјечна густина становништва износи 55 становника/km².